# 조 샘플
조 샘플(Joe Sample, 1939년 2월 1일 ~ 2014년 9월 12일)는 미국의 재즈 음악가이다.